# Hohenhewen (Naturschutzgebiet)
Hohenhewen ist ein Naturschutzgebiet am gleichnamigen Berg auf dem Gebiet der baden-württembergischen Stadt Engen im Landkreis Konstanz.

## Kenndaten
Das Naturschutzgebiet wurde mit Verordnung des Regierungspräsidiums Freiburg vom 4. Oktober 1982 ausgewiesen und hat eine Größe von 39,1 Hektar. Es wird unter der Schutzgebietsnummer 3.123 geführt. Der CDDA-Code für das Naturschutzgebiet lautet 81910 und entspricht der WDPA-ID. 

## Lage
Das Naturschutzgebiet umfasst den Bergkegel des Hohenhewen und liegt rund 1500 Meter südwestlich von Anselfingen, einem Teilort von Engen. Es wird vollständig umschlossen vom rund 8425 Hektar großen Landschaftsschutzgebiet Nr. 3.35.004 Hegau und ist auch Teil des FFH-Gebiets Nr. 8118-341 Westlicher Hegau, das 1879 Hektar groß ist. Die Gebiete liegt im Naturraum 030-Hegau innerhalb der naturräumlichen Haupteinheit 03-Voralpines Hügel- und Moorland. 

## Schutzzweck
Wesentlicher Schutzzweck ist laut Schutzgebietsverordnung die Erhaltung des Hohenhewen als einzigartiges erdgeschichtliches Dokument, das in seiner Vielfalt, Eigenart und Schönheit von besonderer Bedeutung für die Vulkanlandschaft des Hegau ist und als Lebensraum für eine Vielzahl seltener und vom Aussterben bedrohter Pflanzenarten, Pflanzengesellschaften und Tierarten.